# Cuphea scaberrima
Cuphea scaberrima är en fackelblomsväxtart som beskrevs av Emil Bernhard Koehne. Cuphea scaberrima ingår i släktet blossblommor, och familjen fackelblomsväxter. Inga underarter finns listade i Catalogue of Life.